# João Sassetti
João Vicente de Freitas Branco Sassetti (Lisszabon, 1892. január 22. – Lisszabon, 1946. május 28.) olimpiai bronzérmes portugál párbajtőrvívó.